# 김정룡

김정룡(金丁龍, Kim Chung-yong, 1935년 5월 9일 ~ 2016년 10월 11일)은 대한민국의 임상의학자이다. 서울대학교 명예교수를 역임했다.

## 생애 및 업적
B형 간염 바이러스 연구와 예방백신 개발 연구를 통해 한국 B형간염 유병률을 통제하고, 국민 보건에 큰 기여를 한 임상의학자이다. 그는 최초의 국산 백신인 ‘헤파박스-B’를 개발하고, 세계 최초로 C형 간염 바이러스를 사람 혈청에서 분리하는 데 성공한 국내 간 질환 연구의 권위자이기도 하다. 
그는 함경남도 출신으로 한국전쟁 발발 직전 남하하여 목포에서 고등학교를 졸업했다. 1953년 서울대학교 문리과대학 의예과에 진학하여 1959년 의과대학을 졸업했고, 동 대학원에 진학하여 “간담도 질환에 있어서의 혈청단백여지전기영동분획상에 관한 연구”로 1961년 석사학위를, “혈청단백분획상에 관한 연구”로 1966년 박사학위를 받았다. 의학박사 학위를 취득한 후 그는 미국 유학의 기회를 얻었다. 
연구 환경이 좋은 하버드의대로 연수를 떠난 그는 그곳에서 만난 데이빗슨 교수의 권유로 간염 연구를 시작했다. 미국에서의 연구를 통해 항원을 함유하고 있는 혈청의 처리 방법을 숙련했고, 이 과정을 거치면서 백신 물질을 얻어낼 수 있었다. 1979년 논문을 통해 그는 자신이 B형간염 예방에 아주 효과적인 백신 물질을 개발했음을 밝혔다. 이는 B형간염이 만연해 간염왕국이라는 오명을 쓰고 있었던 한국에 반드시 필요한 성과였다. 
그는 자신이 개발한 백신 물질을 실험실 수준에서 효과를 확인하는 데 그치지 않고, 상용화를 추진했다. 녹십자와 계약을 맺고 백신을 제품화하고자 했지만, 보건사회부에서 이 백신을 심사하는 데 필요한 기준이 없어 허가를 쉽사리 얻지 못했다. 그러던 중 미국과 프랑스에서 B형간염 백신이 생산되었고, 보사부가 이 약품의 요약서를 기준으로 제품화를 허가했다. 그 결과 1983년 6월 세계에서 세 번째로 B형간염 예방백신인 ‘헤파박스-B’가 생산될 수 있었다. 헤파박스-B는 미국, 프랑스에서 생산된 백신에 비해 단기간에 대량 생산이 가능하고, 가격이 1/10 수준으로 저렴하다는 이점이 있었다. 경쟁력 있는 백신이 국내에서 개발 적용됨으로써 한국은 간 질환에 의한 사망률을 대폭 줄일 수 있게 되었다.
헤파박스-B 개발을 통해 얻은 수익금과 사비를 보태 그는 1984년 한국간연구재단을 설립했고, 1986년 모교인 서울대학교 의과대학에서도 간연구소를 설립했다. 또한 서울대학교 의과대학 내과학교실의 우수 연구 지원비 기탁을 통해 간 질환을 비롯한 소화기 질환을 연구하는 후배 연구자들이 체계적이고 지속적인 연구를 수행할 수 있는 환경을 조성해 주었다. 
그는 B형간염뿐만 아니라 C형간염 연구에서도 우수한 성과를 거두었다. 1999년 세계 최초로 C형간염 바이러스를 혈청에서 분리하는 데 성공했다. 그는 침전법, 전기영동법, 효소처리법 등 19단계의 분리 방법을 이용하여 C형간염 환자 혈청으로부터 바이러스를 분리하고, 이 바이러스의 구조, 분자량, 밀도, 전기영동적 특성 등 생물학적 특성도 밝혀냈다. 이 내용을 국제학술지에 논문으로 발표함으로써 C형간염 예방백신 개발의 기초를 마련했다.
그는 실험실에서의 연구뿐만 아니라 대중을 향해서도 간염의 실체를 알리기 위해 적극 나섰다. 간 질환의 종류, 원인, 간염 예방을 위한 홍보에 열심히 참여하면서 간염 전도사로 불리기도 했다. 일회용 면도기 사용, 접객업소에서의 식기 소독, 민간약 오남용 금지 등 일상생활에서 지킬 수 있는 내용을 대중에 알리면서 간염 예방에 앞장섰다.
이러한 공로를 인정받아 그는 1973년 대한의학협회 학술상, 1983년 대한민국과학상, 1984년 국민훈장 모란장, 1995년 호암상, 2011년 국민훈장 무궁화장 수훈의 영예를 얻었다. ‘간박사’ 김정룡은 B형간염 백신 개발 성공으로 한국의 간염 유병률 급감에 기여했고, 세계 최초로 C형간염 바이러스를 혈청에서 분리하는 성과도 거두는 등 간 질환 연구에 평생을 바친 임상의학자였다. 